# (38101) 1999 JE15
1999 JE15 (asteroide 38101) é um asteroide da cintura principal. Possui uma excentricidade de 0.20131940 e uma inclinação de 7.01859º.
Este asteroide foi descoberto no dia 15 de maio de 1999 por CSS em Catalina.